# 国友忠
国友 忠（くにとも ただし、1919年〈大正8年〉2月14日 - 2005年〈平成17年〉5月22日）は、東京府（現・東京都）出身の浪曲師。本名は大熊国一。
浪曲師として舞台、放送、レコード等で活躍。浪曲台本はオリジナルが百数十席、脚色も二千数百席に及び、連続ラジオ小説「銭形平次」を日曜日を除き毎日、5年間続けたことは放送ドラマの記録となっている。1980年代には私財を投げ打ち中国残留邦人らの帰国や日本定住の支援活動に尽力した。

## 来歴
- 1919年（大正8年） - 東京府・府中本町生まれ。9人兄妹の末っ子で、父は鳶職（とびしょく）の親方。
- 1933年（昭和8年） - 15歳で初代木村重友に入門。木村友栄を名乗る。「勝五郎の義侠」を読んで初舞台を勤めた｡
- 1939年（昭和14年） - 木村小重友を襲名、真打に。
- 1940年（昭和15年） - 入営。麻布三連隊から北支に派遣される。戦中は中国で中国人になりきって最前線で諜報活動に従事。
- 1943年（昭和18年） - 除隊となり帰国。
- 1944年（昭和19年） - 再び召集、中国に渡る、中国人2000人を引率して戦闘に加わる（東宝で映画化した岡本喜八監督の「独立愚連隊」はこの時の国友をモデルにしたもので、原案は国友の作である）。
- 1946年（昭和21年） - 浪曲界に復帰。野村胡堂の「銭形平次捕物控」を脚色して自演（ペンネーム：河北省一）。数々の新作台本執筆。
- 1951年（昭和26年） - 「新人浪曲競演会」優勝。
- 1952年（昭和27年） - 帝国劇場の公演に於いて国友忠と改名し、この頃から放送界で活躍する（ここから約30年に渡り、曲師の沢村豊子が放送・舞台・レコードなどで国友の相三味線をつとめた）。文化放送で連続ラジオ小説「銭形平次」を日曜日を除く毎日、5年間続けたことは放送ドラマの記録となる。
- 1953年（昭和28年） - ラジオ東京（TBS）の専属になる。
- 1964年（昭和39年） - 多忙で体調を崩し、茨城県三和町（現古河市）に転居し静養生活。快復後は広い土地を牧場にし、競走馬を育成。
- 1982年（昭和57年） - 歌舞伎座で復帰公演「国友忠の会」。この時期に中国残留邦人の存在が明らかになり、その事実にショックを受ける。以後十数年、残留邦人の救済に私財と生活のすべてを賭け、民間団体「春陽会」を設立、残留邦人を帰国させた。
- この頃の指導を受けた者に、国本武春、布目英一、玉川奈々福がいる[2]。
- 2005年（平成17年） - 5月22日午前0時5分、転移性肺がんのため茨城県三和町の病院で死去。享年86。
- 2012年（平成24年） - 10月、国友の中国戦線で諜報活動や残留邦人の救済活動の経緯を描いたドキュメンタリードラマ、日中国交正常化40年特別番組「強行帰国〜忘れ去られた花嫁たち〜」がTBS系より放送。主役の国友忠役は渡哲也が務めた。

## 人物
- 13-14歳の頃に、父親と行った小屋で広沢虎造、浪花亭綾太郎の浪曲を聴いて帰って来た夜に虎造の「勝五郎の義心」、綾太郎の「有馬の猫騒動」をすっかり覚えてきて言ってのけ、家の者をびっくりさせたという｡
- 入門して1年で2ツ目に昇進、2年過ぎて若手の新進として活躍。1年の内10ケ月を浅草の寄席『金車』に出演するほどの多忙になった。
- 17歳頃から台本を書く事を覚え、「雪の舟宿」「藤堂高虎」などをその頃に作っている。
- 読物は他の演者のやらないものを自分で作って舞台に掛け、仲間に羨ましがられていたという。
- 記憶力は少年の頃から抜群に秀でて、現地では忽ち中国語をマスターしてしまい、その特技を生かして試験に点者合格。「特殊勤務傭員」に採用され中国人捕虜の教官に就いた。
- 「銭形平次」はその代表作とされ民放開始と共に引っ張りだことなって各局から放送。多い時は1日13本の番組をこなした。
- 浪曲台本はオリジナル百数十席、脚色二千数百席に及び、｢銭形平次｣の五年連続の放送を筆頭に柴田錬三郎の「剣は知っていた」（3ケ月）、山手樹一郎の「又四郎行状記」（64回）、司馬遼太郎の「ふくろう城」（30回）、その他「柳斉志異」「翻訳もの」など多数あった。
- 1953年（昭和28年）にはTBSの専属となり後に文化放送に移って毎日連続放送に活躍した。「銭形平次」と共に民放、NHKを問わず国友忠の浪曲が繰り返し放送された。彼一流の節調と巧みな啖呵は多くのファンの人気を博した。
- 東宝で映画化した「独立愚連隊」（岡本喜八監督、佐藤允主演）は、彼をモデルにしたものであり、原案は彼の作である。
- 浪曲の多くを自作し、台本を多く手がけたため、著作権には厳しい態度で臨んでいたという。

## 代表的な演目
- 銭形平次
- 前原伊助
- 塩原多助
- 牡丹燈籠
- 天保六花撰
- 慶安太平記
- 坊ちゃん
- 母の幸せ
- 荷車の歌
- 母を我が子に
- 遠山桜
- 狐の情
- 猫虎の死
- 剣は知っていた
- 又四郎行状記
- ふくろうの城

など

## 演じた俳優
- 渡哲也（若き日：阿部力）-『強行帰国〜忘れ去られた花嫁たち〜』）